# Aspull
Aspull är en by i Wigan distrikt i Greater Manchester grevskap i England. Byn är belägen 24,1 km 
från Manchester. Orten har 4 900 invånare (2015).